# ماهونك (كوه بنج)
ماهونك (بالفارسية: ماهونک) هي قرية تقع في إيران في البلدة المركزية. يقدر عدد سكانها بـ 217 نسمة بحسب إحصاء 2016.